# Virginia Gallardo
Virginia Gallardo (Corrientes; 25 de septiembre de 1985) es una modelo, vedette, bailarina profesional, y actriz argentina. Es principalmente conocida por su relación mediática con el fallecido empresario y actor Ricardo Fort y posteriormente por sus participaciones en los programas de televisión argentina Showmatch, Bailando por un sueño, Polémica en el bar, Intrusos, entre otros.

## Biografía
Nacida en Corrientes, curso estudios de ciencias económicas en la Universidad Nacional del Nordeste. durante tres años sin finalizar los mismos.

## Carrera
Inició su carrera artística con su participación en los carnavales celebrados en su ciudad natal, en la Comparsa "Ara Berá". Su primera aparición televisiva se produjo en el programa de Marcelo Tinelli, Bailando por un sueño 2007, como la bailarina soñadora del cantante de cumbia Daniel Agostini. Por ese motivo, los programas de espectáculos de la televisión argentina, involucraron a la pareja de bailarines en una relación sentimental. 
A principios del año 2009 trabajó en Bendito total junto a La Tota Santillán, Álvaro Navia, Marcelo Iripino, Virginia Dobrich, Stefanía Xipolitakis y Victoria Xipolitakis. 
Formó parte del elenco de la obra teatral Fortuna, escrita por Ricardo Fort, y que fue estrenada en la temporada de verano del año 2010 en la ciudad de Mar del Plata; y presentada, en abril del mismo año, en la mítica calle Corrientes de la Ciudad de Buenos Aires. Virginia se desvinculó de la obra en el mes de septiembre.
Tiempo después fue parte del reparto de El gran show, la obra teatral de "La Mole Moli", José Luis Rodríguez y Carmen Flores, donde compartía cartel con su compañera de agencia Pamela David. [cita requerida]
A fines de enero de 2011, fue elegida la La chica del verano 2011, un concurso que se realiza desde hace unos años en la ciudad turística cordobesa de Villa Carlos Paz, ocasión en que ganó con el 58,32% (261.453 votos).

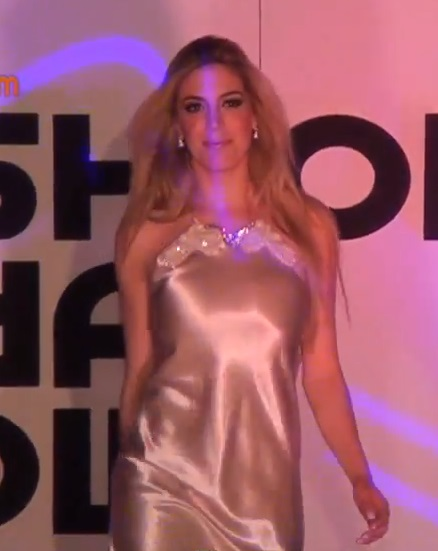
Gallardo en el Desfile de Moda, año 2013

Finalizada la temporada de verano, integró el panel fijo de Animales sueltos junto al periodista y presentador Alejandro Fantino, Coco Sily y Claudia Fernández; también compitió en Cantando por un sueño 2011 junto a Alejandro Escobar.
Ese mismo año desplegó sus dotes actorales en la comedia Todas a mí, protagonizada por Marcelo de Bellis, Matías Santoianni, Alejandro Fiore, Alberto Martín, Norma Pons, Pía Uribelarrea, Alejandra Fidalme, María Nela Sinesterra y Solange Gómez. 
Durante 2015 a 2016 formó parte de Combate ejerciendo el rol de capitana para el equipo Rojo. En esos años conoció a su marido Martín Rojas, con quien tuvo idas y vueltas, pero terminaron casándose en junio del 2019.
Entre 2018 y 2019 fue panelista en el programa Polémica en el bar.Desde marzo de 2021 hasta diciembre de 2022 fue panelista del programa de televisión Intrusos en el espectáculo. Entre 2023 y 2024, fue panelista de Socios del espectáculo, tras su salida de éste programa, comenzó como panelista de Poco correctos. Desde 2023 ha mostrado un fuerte apoyo y militancia a favor del gobierno de Javier Milei al punto de quedar en el ojo de la polémica por difundir fake news contra artistas críticos al gobierno. En agosto de 2025, fue confirmada como candidata a diputada nacional por la provincia de Corrientes por La Libertad Avanza para las elecciones legislativas de 2025.

## Vida personal
Entre el 2009 y el 2010 se conoció su vínculo afectivo con el empresario argentino y figura mediática Ricardo Fort. Se separaron cuando Virginia participaba de Bailando por un sueño 2010 y Fort era jurado del certamen. Virginia fue la vigésima cuarta eliminada, con su soñador Carlos Bernal.
El año 2019 contrajo matrimonio con Martín Rojas,  cinco meses después del casamiento, a mediados de noviembre, Virginia comenzó su estado de embarazo, se confirmaba que iba a tener una hija llamada Martina, que finalmente nació el 20 de mayo de 2020. La pareja confirmó su separación en noviembre de 2024, tras 10 años de relación.

## Filmografía

### Televisión
| Programas de televisión | Programas de televisión    | Programas de televisión      | Programas de televisión         | Programas de televisión |
| Año                     | Título                     | Rol                          | Notas                           | Canal                   |
| ----------------------- | -------------------------- | ---------------------------- | ------------------------------- | ----------------------- |
| 2007                    | Showmatch: Bailando 2007   | Bailarina de Daniel Agostini | 11.º eliminados                 | El Trece                |
| 2010                    | Showmatch: Bailando 2010   | Participante                 | 24.ª eliminada                  | El Trece                |
| 2010                    | Viviana Canosa             | Panelista                    |                                 | El nueve                |
| 2011                    | Sábado show: Cantando 2011 | Participante                 | 9.ª Eliminada                   | El Trece                |
| 2011                    | Showmatch: Bailando 2011   | Participante                 | Reemplazo (5 programas)         | El Trece                |
| 2011-2012               | Animales sueltos           | Panelista                    |                                 | América TV              |
| 2014                    | Viva la tarde              | Movilera                     |                                 | C5N                     |
| 2015-2016               | Combate                    | Capitana del equipo rojo     | Temporada 4 - 6                 | El nueve                |
| 2016-2019               | Polémica en el bar         | Panelista                    |                                 | América TV              |
| 2021-2022               | Intrusos                   | Panelista                    |                                 | América TV              |
| 2021                    | Intrusos Especial          | Panelista                    |                                 | América TV              |
| 2021                    | Ricardo Fort, a mi manera  | Conductora                   |                                 | América TV              |
| 2023                    | Socios del espectáculo     | Panelista                    |                                 | eltrece                 |
| 2023                    | ¿De qué signo sos?         | Asesora                      |                                 | eltrece                 |
| 2024                    | Poco correctos             | Panelista                    |                                 | eltrece                 |
| 2025-presente           | Mujeres argentinas         | Panelista                    |                                 | eltrece                 |
| 2025-presente           | Indomables                 | Panelista                    |                                 | C5N                     |
| Ficciones               |                            |                              |                                 |                         |
| Año                     | Título                     | Personaje                    | Notas                           | Canal                   |
| 2011-2012               | Todas a mí                 | Rafaela                      | Elenco principal                | América TV              |
| 2018                    | El host                    | Raquel                       | Participación especial          | Fox Channel             |
| 2025                    | Menem                      | Sandra Silvestre             | Episodio: «La elección interna» | Prime Video             |

## Teatro
- 2009: Bendita total
- 2010: Fortuna
- 2011: El gran show
- 2012: 4 colas y un funeral
- 2013 - 2014: Mansión imposible
- 2014: Divain
- 2015: Family
- 2016: El champagne las pone mimosas
- 2017: Sálvese quien pueda
- 2022 - presente: Sex, viví tu experiencia

## Premios y nominaciones
| 2010 | Premios Notirey | Mejor pelea (compartido con Ricardo Fort) | Showmatch                    | Nominada |
| 2011 | Premios VOS     | Chica del verano                          | —                            | Ganadora |
| 2016 | Premios Notirey | Actriz protagónica en comedia y/o drama   | El champane las pone mimosas | Nominada |